# Ardisia popayanensis
Ardisia popayanensis är en viveväxtart som beskrevs av Carl Christian Mez. Ardisia popayanensis ingår i släktet Ardisia och familjen viveväxter. Inga underarter finns listade i Catalogue of Life.